# Morphogen
Als Morphogene werden Signalmoleküle bezeichnet, welche die Musterbildung (oder die Morphogenese) während der Entwicklung von vielzelligen Lebewesen steuern. Morphogene liegen in einem Gewebe nicht gleichmäßig verteilt, sondern in unterschiedlichen Konzentrationen vor. Sie werden an einer lokalisierten Quelle gebildet und diffundieren dann in das umgebende Gewebe. Dabei bilden sie Konzentrationsgradienten, die den benachbarten Zellen im Gewebe indirekt räumliche Positioninformation vermitteln. Denn erst wenn bestimmte Schwellenwerte in der Konzentration des Morphogens erreicht werden, werden in der Zielzelle die notwendigen Gene, die die Entwicklung steuern, aktiviert. Zellen können so nicht mehr nur auf reine Ja/Nein-Reaktionen antworten, sondern es werden in Abhängigkeit von der Konzentration graduelle Reaktionen ermöglicht: Eine hohe Konzentration des Morphogens kann beispielsweise eine Gruppe von Genen aktivieren, eine mittlere Konzentration aktiviert eine andere Gruppe und eine niedrige Konzentration aktiviert eine dritte Gruppe von Genen. Dieses System bezeichnet man auch als French flag model. Diese Reichweite wird manchmal auch als morphogenetisches Feld bezeichnet.
Ein Morphogen beeinflusst also einen ganzen Satz von Zellen und erzwingt von ihnen verschiedene Reaktionen, je nachdem, wie weit sie von der Quelle der Produktion des Morphogens entfernt sind.
Einige der am besten untersuchten Morphogene sind die Proteine Bicoid und Hunchback, die in der frühen Embryogenese der Taufliege Drosophila melanogaster eine wichtige Rolle spielen. Es handelt sich um Transkriptionsfaktoren, die andere Gene aktivieren können. Andere Morphogene sind Wachstumsfaktoren, wie beispielsweise die Proteine Hedgehog, Wingless oder Decapentaplegic.